# 益子梨恵
益子 梨恵（ましこ りえ、1979年7月28日 - ）は、日本の脚本家、女優であり、タレントである。

## 来歴・人物
東京都生まれ。当初はお菓子系雑誌におけるブルセラなどのグラビアに出演していたが、1998年に国内自動車レース最高峰のフォーミュラ・ニッポンおよびSUPER GTに参戦するARTA、翌1999年には森永乳業(ノバ・エンジニアリング)のレースクイーンを務めた。並行して、1998年からはワンギャル2期として、テレビ番組 『ワンダフル』 (TBS) にレギュラー出演。2002年にはカネボウスイムウエアイメージモデルを務めた。
女優としては、プロポーションの美しさを活かしたセクシーな役が多い。芸能事務所「スペースクラフト」（東京都港区）に所属していた際には、同じ事務所に所属していたモデル・小川奈那との仲が良く、雑誌『sabra』（小学館）には「SPACE GIRLS」としてグラビア共演した。
趣味はサーフィンとスノーボードである。レースクイーン時代には、レーシングドライバー・本山哲との交際でも知られたが本山はその後、レースクイーン出身の別の女性と結婚。
2015年の映画「破れたハートを売り物に」、2017年の映画「狂い華」で脚本を担当。

## 出演

### バラエティー
- BiKiNi （テレビ東京）
- 脳みその具 （テレビ東京）
- アイドル王（TBS）
- TBSシャッフル・爆乳悶スター（1997年10月2日 - 1997年11月6日、TBS系）
- ワンダフル （1998年、TBS）
- イチオシ（2002年4月 - 9月、テレビ東京）
- 第42回新春かくし芸大会2005（2005年1月1日、フジテレビ）
- 夢の扉 〜NEXT DOOR〜（不定期）

### 映画
- 海の夢、都会の虚 （2004年）
- 仮面ライダー THE NEXT（2007年） - チェーンソーリザード 役
- 病葉流れて（2007年）
- イッツ・ア・ニューデイ（2007年）
- 哀憑歌 〜CHI-MANAKO〜（2008年）
- Baby’sBreath（2008年）
- 小森生活向上クラブ（2008年）

### テレビドラマ
- 六本木キャバクラ天使（1999年、テレビ朝日系）- 小豆 役
- 千年王国三銃士ヴァニーナイツ（1999年）- 浅木あきら 役
- サラリーマン金太郎3（2002年、TBS系）- 沢井かおり 役
- ぼくが地球を救う 第4話（2002年7月25日、TBS系）- 弓子 役
- 探偵家族 第8話（2002年9月7日、日本テレビ系）
- 火曜サスペンス劇場
  - 緊急救命病院2（2004年8月3日、日本テレビ系）- 藤村真弓 役
  - 緊急救命病院3（2005年7月12日、日本テレビ系）- 同上
- 特命係長 只野仁（2ndシーズン） （2005年、テレビ朝日系）
- ウルトラマンマックス（2005年、TBS系） - 変身怪人ピット星人ピット・ノヴー役
- ケータイ刑事 銭形零（2005年、BS-i）
- エンジン（2005年、フジテレビ系） - レースクイーン・リナ役
- 下北GLORY DAYS（2006年4月14日-7月7日、テレビ東京系）- 室井千帆 役
- 黒い太陽（2006年7月28日-9月15日、テレビ朝日系）- 冬海 役
- のだめカンタービレ（2006年、フジテレビ系）
- 美容少年★セレブリティ（2007年10月16日・23日、テレビ東京系） - 高村直子役
- BOSS 2ndシーズン 第1話（2011年4月14日、フジテレビ）

### 舞台
- スーパーお芝居スクールランブル 〜お猿さんだよ、播磨くん!〜（刑部絃子）
- ハンブン東京 （2007年11月16日-18日公演）

## 出版

### 写真集
- School Date 木村沙也果、日置由香と連名（1998年、英知出版）
- QUEENS II（1998年、フォレスト出版）レースクイーンによるオムニバス
- Gloat（1998年、英知出版）
- elixer エリクサー（1999年、竹書房）
- Rie（2002年、ワニブックス）

### ビデオ・DVD
- School Mate 木村沙也果、日置由香と共演（1999年5月21日、日本コロムビア）
- ビキニの女神 ～BREAK QUEEN（1999年7月23日、日本メディアサプライ）
- Final Beauty（2000年7月25日[3]、竹書房）
- Riesling リーズリング（2002年、エキスプレス）

## 脚本
- 破れたハートを売り物に[4]（2015年）
- 狂い華（2017年）[5]